# ملعب نادي الساحل
ملعب الساحل هو أحد الملاعب الرياضية الشهيرة في الكويت، ويُعد من الأماكن المهمة في الساحة الرياضية الكويتية، خصوصًا بالنسبة لمحبي كرة القدم. يقع الملعب في منطقة الساحل، وهو ملعب تابع لنادي الساحل الرياضي.
معلومات عامة عن ملعب الساحل:
1.	الموقع: يقع في منطقة الساحل، وهي إحدى المناطق المهمة في الكويت. يقع الملعب في منطقة حيوية بالقرب من الشواطئ، مما يضفي عليه طابعًا مميزًا.
2.	الإنشاء: تم بناء ملعب الساحل في سنوات سابقة ليخدم نادي الساحل الرياضي بشكل رئيسي. يُستخدم الملعب بشكل أساسي في المباريات المحلية سواء في الدوري الكويتي أو في مباريات فرق الشباب والناشئين.
3.	السعة: الملعب يتسع لعدد جيد من المشجعين، مما يجعله مناسبًا للمباريات المحلية والتدريبات الرياضية. تختلف السعة حسب الاحتياجات والمناسبات، ولكن الملعب عمومًا يحتوي على مدرجات مناسبة لجمهور النادي.
4.	الأرضية: يحتوي الملعب على أرضية عشبية صُنعت لتلائم المباريات الرسمية، وهو مناسب للفرق المشاركة في البطولات المحلية والودية.
5.	الاستخدامات: بالإضافة إلى مباريات كرة القدم، يتم استخدام الملعب للتدريبات الرياضية المختلفة ولإقامة فعاليات رياضية محلية. يعتبر الملعب نقطة جذب لجماهير نادي الساحل.
6.	التطويرات والتحديثات: مثل العديد من الملاعب في الكويت، قد يكون الملعب قد خضع لبعض عمليات التحديث والتطوير على مر السنين لتواكب احتياجات الفرق والمشجعين.
نادي الساحل الرياضي:
ملعب الساحل هو ملعب رئيسي لنادي الساحل الرياضي، الذي يُعتبر أحد الأندية المهمة في الكويت. تأسس النادي في عام 1962، ويمارس العديد من الرياضات بجانب كرة القدم مثل كرة اليد والطائرة، وله شعبية كبيرة في الكويت.
خاتمة:
يعتبر ملعب الساحل جزءًا من البنية التحتية الرياضية الهامة في الكويت، ويساهم في تطوير الرياضة المحلية والنشاط الرياضي في المنطقة.

## روابط خارجية
- معلومات الاستاد